# چشمان آبی (فیلم)
چشمان آبی (به انگلیسی: Blue Eyes) فیلمی محصول سال ۲۰۰۹ و به کارگردانی ژوزه جوفیلی است. در این فیلم بازیگرانی همچون دیوید راشی، ایراندهیر سانتوس، کریستینا لاگو، اریکا گیمپل و فرانک گریلو ایفای نقش کرده‌اند.